# Col de la Croix Casard
Le col de la Croix Casard est situé à 864 mètres d'altitude sur l'axe reliant Balbigny à Tarare, sur la commune de Violay (Loire).

## Géographie
Il franchit les monts du Lyonnais et marque la ligne de partage des eaux des bassins méditerranéen à l'est, atlantique à l'ouest. Du col, on atteint Tarare après 11 kilomètres par la vallée de Boussuivre (nord-est), tandis que l'entrée de Violay, distante de 50 mètres, s'ouvre sur le vallon de Fontbonne et plus largement sur la plaine du Forez.

## Histoire
La croix Casard faite de granit bleu marque ce point de passage.

## Randonnée
Suivant la ligne de partage des eaux entre Atlantique et Méditerranée, le sentier de grande randonnée 7, reliant le ballon d'Alsace à l'Andorre, passe au col.